# Doktor
 Ovo je glavno značenje pojma Doktor. Za druga značenja pogledajte Doktor (razdvojba).
Doktor (lat.: docere – ‘poučavati’ ili doctus – ‘učenjak’; kratica: dr.) najviši je akademski naslov što ga nosi osoba koja je obranila doktorat znanosti.
U Republici Hrvatskoj, doktorski studij traje 3 – 6 godina (6 – 12 semestara) te završava obranom doktorske disertacije.
Nekada, prije pristupanja doktorskom studiju i obrani doktorske disertacije, doktorand je morao biti magistar nekog srodnog područja. Danas pisanju doktorske disertacije prethodi ispunjavanje obaveza propisanih doktorskim poslijediplomskim studijem. Uvjet za upis poslijediplomskog studija je završen odgovarajući diplomski studij ili drugi uvjeti koje je propisalo matično sveučilište.
Doktorat je najviši stupanj postdiplomskog studija koji se obično sastoji od seminarsko-obrazovnog dijela i neposrednog rada na izradi doktorske disertacije.
Nakon uspješno okončanog studija te izrađene, predane, pozitivno ocijenjene i obranjene doktorske disertacije stječe se najviši stupanj akademskog obrazovanja: doktor znanosti.
Kako bi ovaj akademski naslov postao valjan, obično se zahtijeva cjelovito ili djelomično objavljivanje disertacije.